# فهرست صفحه‌های فیس‌بوک با بیشترین دنبال‌کننده

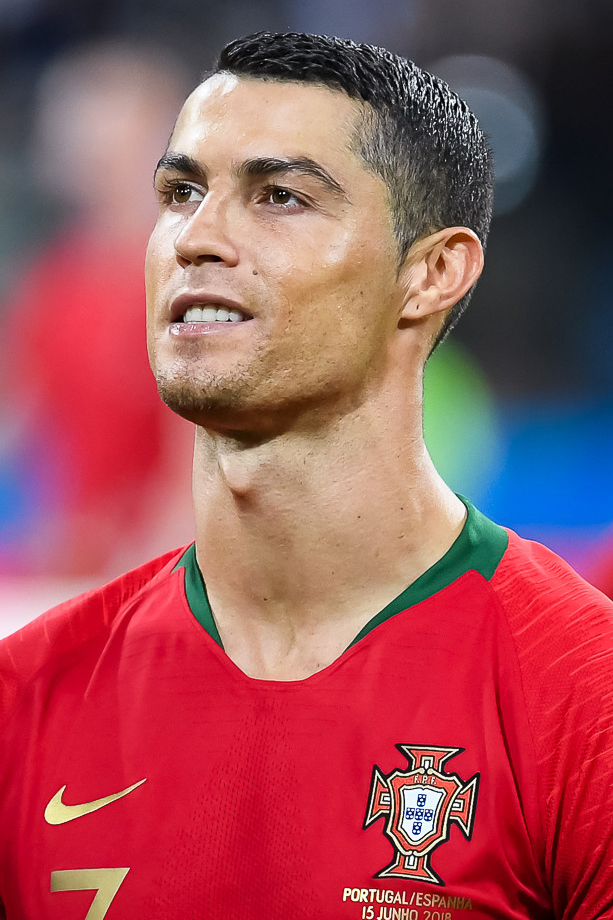
کریستیانو رونالدو با بیش از ۱۶۰ میلیون فالوور در حال حاضر بیشترین دنبال‌کننده را به عنوان یک شخص در فیس‌بوک دارد.

این مقاله شامل فهرستی از حساب‌های برتر با بیشترین تعداد دنبال‌کننده در سرویس فیس‌بوک است. تا دسامبر ۲۰۲۲، صفحه فیس‌بوک با بیش از ۱۸۵ میلیون دنبال‌کننده، بیشترین فالوور را دارد. بیشترین دنبال‌کننده یک اکانت شخصی مربوط به کریستیانو رونالدو فوتبالیست پرتغالی است که تا دسامبر ۲۰۲۲ بیش از ۱۶۰ میلیون دنبال‌کننده دارد.

## صفحات فیس‌بوک با بیشترین دنبال‌کننده
جدول زیر ۱۰ صفحه برتر فیس‌بوک را تا تاریخ ۱۰ نوامبر ۲۰۲۲ با توضیحات و کشور مبدأ هر صفحه نشان می‌دهد.
| رتبه | صفحه                    | دنبال‌کننده‌ها (میلیون) | توضیحات                 | کشور                |
| ---- | ----------------------- | --------------------- | ----------------------- | ------------------- |
| ۱    | فیس‌بوک                  | ۱۸۱                   | پلت‌فرم رسانه‌های اجتماعی | ایالات متحده آمریکا |
| ۲    | سامسونگ                 | ۱۶۲                   | شرکت خدماتی             | کره جنوبی           |
| ۳    | کریستیانو رونالدو       | ۱۶۰                   | بازیکن فوتبال           | پرتغال              |
| ۴    | مستر بین                | ۱۳۳                   | شخصیت                   | بریتانیا            |
| ۵    | ترفندهای ۵ دقیقه‌ای      | ۱۲۴                   | کانال یوتیوب            | قبرس                |
| ۶    | شبکه جهانی تلویزیون چین | ۱۲۰                   | رسانه دولتی             | چین                 |
| ۷    | شکیرا                   | ۱۱۸                   | خواننده                 | کلمبیا              |
| ۸    | رئال مادرید             | ۱۱۶                   | باشگاه فوتبال           | اسپانیا             |
| ۹    | ویل اسمیت               | ۱۱۳                   | بازیگر                  | ایالات متحده آمریکا |
| ۱۰   | لیونل مسی               | ۱۱۳                   | بازیکن فوتبال           | آرژانتین            |